# Elezioni comunali nel Lazio del 1993
Le elezioni comunali nel Lazio del 1993 si sono svolte in due date distinte occorse nella primavera (6 giugno con turno di ballottaggio il 20 giugno) e nell'autunno (21 novembre con ballottaggio il 6 dicembre del 1993. La tornata ha riguardato 112 comuni, di cui 21 con una popolazione con più di 15.000 abitanti e 2 capoluoghi (Roma e Latina).

## Riepilogo dei risultati

### Voti alle coalizioni
La tabella riepilogativa riassume il voto per i candidati sindaco delle coalizioni che hanno concorso per il primo turno nei 21 comuni con più di 15.000 abitanti.
| Liste/Coalizioni | Liste/Coalizioni                                        | Voti      | %      |
| ---------------- | ------------------------------------------------------- | --------- | ------ |
|                  | Partito Democratico della Sinistra e alleati            | 803.932   | 37,62% |
|                  | Movimento Sociale Italiano - Destra Nazionale e alleati | 672.667   | 31,48% |
|                  | Democrazia Cristiana e alleati                          | 279.260   | 13,07% |
|                  | Rifondazione Comunista e altri di Sinistra              | 171.105   | 8,01%  |
|                  | Altri area Pentapartito                                 | 60.661    | 2,84%  |
|                  | Lega Nord e alleati                                     | 1.569     | 0,07%  |
|                  | Altri                                                   | 147.814   | 6,92%  |
| Totale           | Totale                                                  | 2.137.008 |        |

La coalizione di Centro-sinistra guidata dal Partito Democratico della Sinistra ottiene la maggioranza relativa dei voti col 37,62% dei consensi, seguita dal Movimento Sociale Italiano che, sulla scorta dell'esito di Roma (dove Gianfranco Fini va al ballottaggio con Francesco Rutelli), raggiunge il 31,48%.
La Democrazia Cristiana e alleati, invece, si fermano al 13,07%, tallonati dalle coalizioni imperniate su Rifondazione Comunista e altri di Sinistra (8,01%). Gli altri partiti del Pentapartito non alleati con la Democrazia Cristiana raccolgono il 2,84%, mentre la Lega Nord raccoglie lo 0,07%.
Al primo turno, il Partito Democratico della Sinistra si aggiudica i comuni di Anagni e Genzano di Roma, giungendo al ballottaggio in 14 comuni: a Colleferro, Ladispoli, Latina e Roma, in competizione con il Movimento Sociale Italiano; a Civita Castellana, Ferentino, Formia, Mentana, Terracina, Tivoli, Velletri contro la Democrazia Cristiana; ad Albano Laziale con una Lista Civica; a Pomezia con il Partito Socialista Democratico Italiano e due liste civiche; ad Ariccia con una coalizione di Sinistra.
Oltre ai quattro ballottaggi con il Partito Democratico della Sinistra, il Movimento Sociale Italiano sfida un candidato civico a Grottaferrata.
La Democrazia Cristiana, invece, va al secondo turno in sette comuni, dove compete con il Partito Democratico della Sinistra, andando contro Alleanza Democratica a Sora, contro una lista civica a Cassino e contro candidati appoggiati dal Partito Socialista Italiano e gli alleati minori del Pentapartito a Minturno e Cerveteri.
La tabella che segue, invece, illustra i voti raccolti dalle coalizioni nel ballottaggio.
| Liste/Coalizioni | Liste/Coalizioni                                        | Voti      | %      |
| ---------------- | ------------------------------------------------------- | --------- | ------ |
|                  | Partito Democratico della Sinistra e alleati            | 1.115.089 | 52,17% |
|                  | Movimento Sociale Italiano - Destra Nazionale e alleati | 893.445   | 41,80% |
|                  | Democrazia Cristiana e alleati                          | 69.773    | 3,26%  |
|                  | Altri area Pentapartito                                 | 28.724    | 1,34%  |
|                  | Rifondazione Comunista e altri di Sinistra              | 5.295     | 0,25%  |
|                  | Altri                                                   | 25.000    | 1,17%  |
| Totale           | Totale                                                  | 2.137.336 |        |

La coalizione di Centro-sinistra imperniata sul Partito Democratico della Sinistra raggiunge la maggioranza assoluta dei voti, ottenendo il 52,17% dei consensi. In seconda posizione giunge il Movimento Sociale Italiano, col 41,80% dei suffragi, relegando la Democrazia Cristiana (3,26%) Rifondazione Comunista (0,25%), le Liste Civiche (1,17%) e le formazioni del Pentapartito (1,35%) ad un ruolo subalterno. Complessivamente, infatti, le preferenze raccolte da questi gruppi supera di poco il 5% dei voti validi.
Oltre alla vittoria di Francesco Rutelli nella Capitale, il Centro-sinistra espugna altri nove comuni: Albano Laziale, Civita Castellana, Ferentino, Formia, Mentana, Pomezia, Terracina, Tivoli e Velletri. L'unica sconfitta si registra ad Ariccia, dove vince Emilio Cianfanelli, appoggiato da Rifondazione Comunista, Federazione dei Verdi e liste civiche. Il Movimento Sociale Italiano, invece, conquista Latina e altri tre centri: Colleferro, Grottaferrata e Ladispoli. La Democrazia Cristiana esce sconfitta da tutti i ballottaggi ad eccezione di Minturno.
Sora viene conquistata da Alleanza Democratica, Cassino dal candidato civico, mentre Cerveteri da una alleanza formata dal Partito Socialista Italiano e Partito Socialista Democratico Italiano.

### Riepilogo sindaci uscenti ed eletti
La tabella riepiloga l'amministrazione uscente e quella eletta nei 21 comuni con più di 15.000 abitanti della Lazio al voto.
| Comune            | Sindaco uscente | Sindaco uscente              | Sindaco eletto | Sindaco eletto                   |
| ----------------- | --------------- | ---------------------------- | -------------- | -------------------------------- |
| Anagni            |                 | Alberto Cocchi (PRI)         |                | Bruno Cicconi (PDS)              |
| Cassino           |                 | Antonio Grazio Ferrario (DC) |                | Giuseppe Golini Petrarcone (IND) |
| Ferentino         |                 | Francesco Gargani (DC)       |                | Fabio Schietroma (PSDI)          |
| Sora              |                 | Enzo Di Stefano (AD)         |                | Enzo Di Stefano (AD)             |
| Formia            |                 | Vittorio Marciano (DC)       |                | Sandro Bartolomeo (PDS)          |
| Latina            |                 | Maurizio Mansutti (DC)       |                | Ajmone Finestra (MSI-DN)         |
| Minturno          |                 | Giovanni Baldascino (DC)     |                | Vito Romano (PLI)                |
| Terracina         |                 | Antonio Mazzucco (DC)        |                | Vincenzo Silvino Recchia (PDS)   |
| Albano Laziale    |                 | Maurizio Sannibale (DC)      |                | Leonardo Buono (PDS)             |
| Ariccia           |                 | Michele Serafini (PSI)       |                | Emilio Cianfanelli (IND)         |
| Cerveteri         |                 | Roberto Luchetti (DC)        |                | Lamberto Ramazzotti (PSI)        |
| Colleferro        |                 | Alfredo Colabucci (DC)       |                | Silvano Moffa (MSI-DN)           |
| Genzano di Roma   |                 | Gino Cesaroni (PDS)          |                | Gino Cesaroni (PDS)              |
| Grottaferrata     |                 | Mario Paolucci (PSI)         |                | Mauro Ghelfi (MSI-DN)            |
| Ladispoli         |                 | Fausto Stefano Ruscito (DC)  |                | Maurizio Perilli (MSI-DN)        |
| Mentana           |                 | Giulio Pioli (PDS)           |                | Luigi Cignoni (PDS)              |
| Pomezia           |                 | Filippo Walter Fedele (DC)   |                | Giancarlo Tassile (PDS)          |
| Roma              |                 | Franco Carraro (PSI)         |                | Francesco Rutelli (FdV)          |
| Tivoli            |                 | Ezio Fiorenzi (DC)           |                | Alcibiade Boratto (PDS)          |
| Velletri          |                 | Patrizio Saraceni (PRI)      |                | Valerio Ciafrei (PDS)            |
| Civita Castellana |                 | Pietro Angeletti (PDS)       |                | Ermanno Santini (PDS)            |

Nei comuni laziali al voto, si sono verificati 15 cambi di maggioranza. Al Pentapartito si sono sostituiti: in otto casi, amministrazioni di Centro-sinistra, in quattro, sindaci missini, in una ciascuna una Lista Civica e una coalizione di Sinistra.
Democrazia Cristiana e alleati minori si confermano in quattro centri, così come le amministrazioni di Sinistra.
Solamente due primi cittadini in carica sono stati riconfermati con la tornata elettorale. In particolare, il Partito Democratico della Sinistra passa da 3 sindaci che aveva prima del voto a 10, mentre il Movimento Sociale Italiano - Destra Nazionale ne ottiene quattro. Cresce anche il numero dei primi cittadini Indipendenti (due), di quelli socialdemocratici (uno), liberali (uno), dei Verdi (uno) e di Alleanza Democratica. Di converso, la Democrazia Cristiana ne perde 12, il Partito Socialista Italiano 2, così come il Partito Repubblicano Italiano.

### Voti alle liste
La tabella riepilogativa riassume i voti alle principali liste nazionali nei 21 comuni laziali con più di 15.000 abitanti.
| Lista  | Lista                                         | Voti      | %     |
| ------ | --------------------------------------------- | --------- | ----- |
|        | Movimento Sociale Italiano - Destra Nazionale | 436.040   | 26,14 |
|        | Partito Democratico della Sinistra            | 291.817   | 17,49 |
|        | Democrazia Cristiana                          | 230.408   | 13,01 |
|        | Rifondazione Comunista                        | 107.547   | 6,45  |
|        | Partito Socialista Italiano                   | 19.103    | 1,15  |
|        | Partito Repubblicano Italiano                 | 18.930    | 1,13  |
| Totale | Totale                                        | 1.668.248 |       |

Tra le liste di partito, quella del Movimento Sociale Italiano - Destra Nazionale è stata la più suffragata con il 26,14%, seguita da quella del Partito Democratico della Sinistra (17,49%), dalla Democrazia Cristiana (13,01%), da Rifondazione Comunista (6,45%), dal Partito Socialista Italiano (1,15%) e del Partito Repubblicano Italiano (1,13%).
| Provincia | Comune            | Liste  | Liste  | Liste  | Liste  | Liste  | Liste  | Liste  |
| Provincia | Comune            | PRC    | PDS    | PSI    | PSDI   | PRI    | DC     | MSI-DN |
| --------- | ----------------- | ------ | ------ | ------ | ------ | ------ | ------ | ------ |
| Provincia | Comune            |        |        |        |        |        |        |        |
| Frosinone | Anagni            | 9,02%  | 18,10% | 6,95%  | 8,77%  | 21,91% | 14,58% | 13,45% |
| Frosinone | Cassino           | 4,00%  | 12,86% | N.D.   | N.D.   | N.D.   | 31,83% | 12,36% |
| Frosinone | Ferentino         | 10,98% | 10,86% | 2,94%  | 6,62%  | 5,62%  | 41,65% | N.D.   |
| Frosinone | Sora              | 4,29%  | N.D.   | N.D.   | N.D.   | N.D.   | 25,01% | N.D.   |
| Latina    | Formia            | 3,58%  | N.D.   | N.D.   | N.D.   | N.D.   | 27,68% | N.D.   |
| Latina    | Latina            | 1,85%  | 12,79% | N.D.   | N.D.   | 1,27%  | 16,53% | 21,17% |
| Latina    | Minturno          | N.D.   | 10,55% | 22,62% | N.D.   | 21,66% | 23,35% | 5,61%  |
| Latina    | Terracina         | 4,50%  | 14,55% | 6,46%  | 3,40%  | N.D.   | 24,22% | 7,76%  |
| Roma      | Albano Laziale    | 6,01%  | 14,55% | N.D.   | N.D.   | 11,96% | 22,43% | 4,42%  |
| Roma      | Ariccia           | 9,06%  | 18,04% | 18,78% | N.D.   | 4,69%  | 12,85% | N.D.   |
| Roma      | Cerveteri         | N.D.   | 13,25% | 18,15% | 11,50% | 3,57%  | 26,44% | 5,97%  |
| Roma      | Colleferro        | N.D.   | 17,46% | N.D.   | N.D.   | N.D.   | 15,24% | 14,65% |
| Roma      | Genzano di Roma   | 15,77% | 36,13% | 13,24% | N.D.   | 3,72%  | 21,14% | N.D.   |
| Roma      | Grottaferrata     | N.D.   | N.D.   | N.D.   | N.D.   | N.D.   | 20,16% | 9,96%  |
| Roma      | Ladispoli         | 3,37%  | 20,31% | 4,99%  | 1,10%  | 4,67%  | 13,04% | 15,88% |
| Roma      | Mentana           | 2,89%  | 25,09% | 7,86%  | N.D.   | N.D.   | 10,77% | 14,25% |
| Roma      | Pomezia           | 3,24%  | 13,14% | 13,39% | 5,71%  | 4,28%  | 12,62% | 6,76%  |
| Roma      | Roma              | 7,03%  | 18,17% | 2,39%  | 0,88%  | 2,39%  | 12,00% | 31,04% |
| Roma      | Tivoli            | 5,32%  | 14,33% | 4,53%  | N.D.   | 8,82%  | 18,30% | 7,94%  |
| Roma      | Velletri          | 5,72%  | 29,92% | 3,90%  | N.D.   | 16,42% | 19,20% | 8,60%  |
| Viterbo   | Civita Castellana | 11,25% | 29,92% | 3,77%  | N.D.   | 2,93%  | 21,80% | 12,61% |

Come mostra la tabella, il Movimento Sociale Italiano - Destra Nazionale è stato il partito più votato nei due capoluoghi, Roma e Latina, che rappresentavano i centri più popolati alle urne. Nella Capitale, in particolare, la lista raggiunge il 31,04% dei consensi.
La Democrazia Cristiana è la lista più suffragata in dieci comuni, prevalentemente concentrati tra le province di Frosinone e Latina. Il Partito Democratico della Sinistra, invece, è la prima lista a Civita Castellana e in alcuni comuni dell'hinterland romano come Velletri, Genzano di Roma, Colleferro, Ladispoli e Mentana.
In due centri - Ariccia e Pomezia - a essere più votati sono i socialisti, mentre ad Anagni i repubblicani.

## Risultati per comune

### Elezioni del giugno 1993
Roma 
 Albano Laziale 

| Candidati e liste                             | Voti   | %      | Seggi |
| --------------------------------------------- | ------ | ------ | ----- |
| Leonardo Buono                                | 8.530  | 41,48  | -     |
| Alleanza Riformista                           | 3.067  | 15,59  | 7     |
| Partito Democratico della Sinistra            | 2.804  | 14,26  | 6     |
| Partito Repubblicano Italiano                 | 2.353  | 11,96  | 5     |
| Maurizio Sannibale                            | 4.061  | 19,75  | 1     |
| Democrazia Cristiana                          | 4.441  | 22,43  | 4     |
| Maurizio Sementilli                           | 2.316  | 11,96  | 1     |
| Progresso Rinnovamento                        | 2.267  | 11,53  | 1     |
| Ada Scalchi                                   | 2.276  | 11,07  | 1     |
| Impegno Cittadino - Diritti Doveri Stato      | 1.836  | 9,33   | 1     |
| Maurizio Pavan                                | 1.245  | 6,05   | 1     |
| Rifondazione Comunista                        | 1.183  | 6,01   | -     |
| Umberto Becchelli                             | 1.140  | 5,54   | 1     |
| Movimento Sociale Italiano - Destra Nazionale | 869    | 4,42   | -     |
| Vincenzo Pieragostini                         | 997    | 4,85   | 1     |
| Vivere Albano                                 | 880    | 4,47   | -     |
| Voti alle liste                               | 19.670 | 100,00 | 24    |
| Voti ai candidati sindaco                     | 20.565 | 100,00 | 30    |

 Cerveteri 

| Candidati e liste                             | Voti   | %      | Seggi |
| --------------------------------------------- | ------ | ------ | ----- |
| Lamberto Ramazzotti                           | 5.091  | 37,45  | -     |
| Con Noi per Cambiare                          | 2.228  | 18,15  | 7     |
| Partito Socialista Democratico Italiano       | 1.453  | 11,53  | 4     |
| Roberto Luchetti                              | 2.551  | 18,77  | 1     |
| Democrazia Cristiana                          | 3.333  | 26,44  | 3     |
| Ezio Muroni                                   | 2.195  | 16,15  | 1     |
| Partito Democratico della Sinistra            | 1.675  | 13,25  | 1     |
| Partito Repubblicano Italiano                 | 450    | 3,57   | -     |
| Giovanni Mundula                              | 1.515  | 11,15  | 1     |
| Rinnovamento                                  | 1.417  | 11,24  | 1     |
| Rita Lucarini                                 | 868    | 6,39   | -     |
| L'Orologio                                    | 699    | 5,55   | -     |
| Filippo Piergentili                           | 796    | 5,86   | -     |
| Movimento Sociale Italiano - Destra Nazionale | 752    | 5,97   | -     |
| Andrea Cacchione                              | 384    | 2,82   | 1     |
| Nuova Generazione                             | 368    | 2,92   | -     |
| Maria Ludovica Barbani                        | 193    | 1,42   | -     |
| Lega Nord                                     | 170    | 1,35   | -     |
| Voti alle liste                               | 12.605 | 100,00 | 16    |
| Voti ai candidati sindaco                     | 13.593 | 100,00 | 20    |

 Colleferro 

| Candidati e liste | Voti   | %      | Seggi |
| --- | ------ | ------ | ----- |
| Silvano Moffa | 3.116  | 22,50  | -     |
| Aria Nuova | 1.912  | 14,65  | 12    |
| Rossella Menichelli | 4.982  | 35,97  | 1     |
| Alleanza per Colleferro | 2.383  | 18,25  | 2     |
| Partito Democratico della Sinistra                                                                                            | 2.279  | 17,46  | 1     |
| Ulderico Gagliarducci | 2.520  | 18,19  | 1     |
| Partito Socialista Italiano-Partito Repubblicano Italiano-Partito Socialista Democratico Italiano-Polo Progettista Riformista | 2.919  | 22,36  | 1     |
| Maria Grazia Buggio | 1.503  | 10,85  | 1     |
| Democrazia Cristiana | 1.989  | 15,24  | 1     |
| Raffaele Maria Rizzo | 1.078  | 7,78   | -     |
| Per Colleferro Vivere Cambiamento                                                                                             | 845    | 6,47   | -     |
| Roberta Valeri | 440    | 3,18   | -     |
| Rinnovamento Città di Colleferro                                                                                              | 495    | 3,79   | -     |
| Giovanni Spiezio | 212    | 1,53   | -     |
| Ideologia Naturale - Movimento di Opinione Politica                                                                           | 232    | 1,78   | -     |
| Voti alle liste | 13.054 | 100,00 | 17    |
| Voti ai candidati sindaco | 13.851 | 100,00 | 20    |

 Genzano di Roma 

| Candidati e liste                  | Voti   | %      | Seggi |
| ---------------------------------- | ------ | ------ | ----- |
| Gino Cesaroni                      | 7.513  | 56,21  | -     |
| Partito Democratico della Sinistra | 4.411  | 36,13  | 9     |
| Partito Socialista Italiano        | 1.617  | 13,24  | 3     |
| Partito Repubblicano Italiano      | 456    | 3,72   | -     |
| Flavio Gabbarini                   | 2.825  | 21,14  | 1     |
| Democrazia Cristiana               | 2.901  | 23,76  | 3     |
| Roberto Borri                      | 2.175  | 16,27  | 1     |
| Rifondazione Comunista             | 1.925  | 15,77  | 2     |
| Saverio Di Serio                   | 853    | 6,38   | 1     |
| Verdi Federalisti                  | 901    | 7,38   | -     |
| Voti alle liste                    | 12.209 | 100,00 | 17    |
| Voti ai candidati sindaco          | 13.366 | 100,00 | 20    |

 Grottaferrata 

| Candidati e liste                             | Voti   | %      | Seggi |
| --------------------------------------------- | ------ | ------ | ----- |
| Mauro Ghelfi                                  | 3.324  | 31,32  | -     |
| Grottaferrata Alleanza Cittadina              | 1.036  | 10,97  | 6     |
| Movimento Sociale Italiano - Destra Nazionale | 941    | 9,96   | 6     |
| Romano Scozzafava                             | 2.749  | 25,90  | 1     |
| Alleanza per Grottaferrata                    | 2.676  | 28,33  | 2     |
| Mario Paolucci                                | 1.607  | 15,14  | 1     |
| Un Segno per Grottaferrata                    | 1.346  | 14,25  | 1     |
| Francesco Iori                                | 1.465  | 13,80  | 1     |
| Democrazia Cristiana                          | 1.904  | 20,16  | 1     |
| Angelo D'Ottavi                               | 1.060  | 9,99   | 1     |
| Insieme per Grottaferrata                     | 1.080  | 11,43  | -     |
| Luigi Fortini                                 | 408    | 3,84   | -     |
| La Rete                                       | 462    | 4,89   | -     |
| Voti alle liste                               | 9.445  | 100,00 | 16    |
| Voti ai candidati sindaco                     | 10.613 | 100,00 | 20    |

 Pomezia 

| Candidati e liste                             | Voti   | %      | Seggi |
| --------------------------------------------- | ------ | ------ | ----- |
| Giancarlo Tassile                             | 8.617  | 36,84  | -     |
| Partito Socialista Italiano                   | 3.007  | 13,39  | 8     |
| Partito Democratico della Sinistra            | 2.951  | 13,14  | 7     |
| Partito Repubblicano Italiano                 | 961    | 4,28   | 2     |
| Rifondazione Comunista                        | 727    | 3,24   | 1     |
| Attilio Bello                                 | 4.827  | 20,64  | 1     |
| Movimento Democratici Popolari                | 3.731  | 16,61  | 3     |
| Partito Socialista Democratico Italiano       | 1.282  | 5,71   | 1     |
| Lega Nord                                     | 119    | 0,53   | -     |
| Antonio Porzio                                | 3.411  | 14,58  | 1     |
| Democrazia Cristiana                          | 2.834  | 12,62  | 1     |
| Lista per la Città                            | 1.031  | 4,59   | 1     |
| Antonio Pappalardo                            | 3.044  | 13,02  | 1     |
| Solidarietà Democratica                       | 2.241  | 9,98   | 1     |
| Luigi Celori                                  | 1.571  | 6,72   | -     |
| Movimento Sociale Italiano - Destra Nazionale | 1.519  | 6,76   | -     |
| Luciano De Franceschi                         | 1.257  | 5,37   | -     |
| Federazione dei Verdi                         | 1.432  | 6,38   | -     |
| Antonio Panaccione                            | 661    | 2,83   | -     |
| Partito Liberale Italiano                     | 626    | 2,79   | -     |
| Voti alle liste                               | 22.461 | 100,00 | 25    |
| Voti ai candidati sindaco                     | 23.388 | 100,00 | 30    |

 Velletri 

| Candidati e liste                             | Voti   | %      | Seggi |
| --------------------------------------------- | ------ | ------ | ----- |
| Valerio Ciafrei                               | 8.952  | 31,81  | -     |
| Partito Democratico della Sinistra            | 8.005  | 29,92  | 15    |
| Nicola Di Bari                                | 5.852  | 17,45  | 1     |
| Democrazia Cristiana                          | 5.136  | 19,20  | 3     |
| Ottorino Carotenuto                           | 3.974  | 14,12  | 1     |
| Partito Repubblicano Italiano                 | 4.412  | 16,49  | 3     |
| Nando Mastrostefano                           | 3.885  | 13,80  | 1     |
| Alleanza per Velletri                         | 3.471  | 12,97  | 2     |
| Dante De Angelis                              | 3.213  | 11,42  | 1     |
| Rifondazione Comunista                        | 1.530  | 5,72   | 1     |
| La Rete                                       | 1.001  | 3,74   | 1     |
| Pio Maria Franco                              | 2.300  | 8,17   | 1     |
| Movimento Sociale Italiano - Destra Nazionale | 2.155  | 8,06   | -     |
| Fiorenzo Ciarla                               | 911    | 3,24   | -     |
| Partito Socialista Italiano                   | 1.043  | 3,90   | -     |
| Voti alle liste                               | 26.753 | 100,00 | 25    |
| Voti ai candidati sindaco                     | 28.146 | 100,00 | 30    |

 Frosinone 
 Anagni 

| Candidati e liste                             | Voti   | %      | Seggi |
| --------------------------------------------- | ------ | ------ | ----- |
| Bruno Cicconi                                 | 7.231  | 54,43  | -     |
| Partito Repubblicano Italiano                 | 2.819  | 21,91  | 6     |
| Partito Democratico della Sinistra            | 2.329  | 18,10  | 4     |
| Rifondazione Comunista                        | 1.160  | 9,02   | 2     |
| Partito Socialista Democratico Italiano       | 1.128  | 8,77   | 2     |
| Partito Socialista Italiano                   | 894    | 6,95   | 1     |
| Lista Civica                                  | 449    | 3,49   | -     |
| Romano Misserville                            | 3.278  | 24,67  | 1     |
| Movimento Sociale Italiano - Destra Nazionale | 1.731  | 13,45  | 1     |
| Pier Ludovico Passa                           | 2.032  | 15,29  | 1     |
| Democrazia Cristiana                          | 1.836  | 14,58  | 2     |
| Elio Ambrosetti                               | 745    | 5,61   | -     |
| La Rete                                       | 481    | 3,74   | -     |
| Voti alle liste                               | 12.867 | 100,00 | 18    |
| Voti ai candidati sindaco                     | 13.286 | 100,00 | 20    |

 Cassino 

| Candidati e liste                             | Voti   | %      | Seggi |
| --------------------------------------------- | ------ | ------ | ----- |
| Giuseppe Golini Petrarcone                    | 4.214  | 19,50  | -     |
| Lista Civica                                  | 4.216  | 19,72  | 15    |
| Giovanna Calise                               | 6.149  | 28,45  | 1     |
| Democrazia Cristiana                          | 6.805  | 31,83  | 5     |
| Modesto Della Rosa                            | 3.200  | 14,81  | 1     |
| Movimento Sociale Italiano - Destra Nazionale | 2.643  | 12,36  | 1     |
| Giuseppe Moretti                              | 3.071  | 14,21  | 1     |
| Partito Democratico della Sinistra            | 2.749  | 12,86  | 1     |
| Luigi Mario Antonio Russo                     | 2.650  | 12,26  | 1     |
| Lista Civica                                  | 2.798  | 13,09  | 1     |
| Adolfo Di Mambro                              | 1.190  | 5,91   | 1     |
| Lista Civica                                  | 1.104  | 5,16   | 2     |
| Ernesto Cossutto                              | 914    | 4,23   | -     |
| Rifondazione Comunista                        | 856    | 4,00   | -     |
| Sergio Mancone                                | 225    | 1,04   | -     |
| Lega Nord                                     | 205    | 0,96   | -     |
| Voti alle liste                               | 21.376 | 100,00 | 25    |
| Voti ai candidati sindaco                     | 21.613 | 100,00 | 30    |

 Ferentino 

| Candidati e liste                       | Voti   | %      | Seggi |
| --------------------------------------- | ------ | ------ | ----- |
| Fabio Schietroma                        | 3.923  | 30,75  | -     |
| Partito Democratico della Sinistra      | 1.323  | 10,86  | 3     |
| Lista Civica                            | 906    | 7,44   | 2     |
| Partito Socialista Democratico Italiano | 806    | 6,62   | 2     |
| Partito Repubblicano Italiano           | 684    | 5,62   | 1     |
| Partito Socialista Italiano             | 358    | 2,94   | 1     |
| Massimo Virgili                         | 4.259  | 33,39  | 1     |
| Democrazia Cristiana                    | 5.073  | 41,65  | 5     |
| Francesco Giorgi                        | 2.417  | 18,95  | 1     |
| Rifondazione Comunista                  | 1.338  | 10,98  | 2     |
| Nello Vellucci                          | 1.960  | 15,37  | 1     |
| Lista Civica                            | 1.520  | 12,48  | 1     |
| Mario Ruggeri                           | 197    | 1,54   | -     |
| Lega Nord                               | 173    | 1,42   | -     |
| Voti alle liste                         | 12.181 | 100,00 | 17    |
| Voti ai candidati sindaco               | 12.756 | 100,00 | 20    |

 Sora 

| Candidati e liste         | Voti   | %      | Seggi |
| ------------------------- | ------ | ------ | ----- |
| Enzo Di Stefano           | 5.679  | 32,58  | -     |
| Alleanza Democratica      | 5.202  | 31,28  | 12    |
| Antonio Altobelli         | 3.829  | 21,97  | 1     |
| Democrazia Cristiana      | 4.160  | 25,01  | 3     |
| Luigi Gulia               | 3.714  | 21,21  | 1     |
| Lista Civica              | 2.560  | 15,39  | 2     |
| Rifondazione Comunista    | 714    | 4,29   | -     |
| Antonio Venditti          | 1.959  | 11,24  | 1     |
| Lista Civica              | 1.810  | 10,88  | -     |
| Celso Costantini          | 880    | 5,05   | -     |
| Lista Civica              | 707    | 4,25   | -     |
| Franco Battista           | 745    | 4,27   | -     |
| Lista Civica              | 882    | 5,30   | -     |
| Pietro Prosperi           | 623    | 3,57   | -     |
| Lista Civica              | 596    | 3,58   |       |
| Voti alle liste           | 16.631 | 100,00 | 17    |
| Voti ai candidati sindaco | 17.429 | 100,00 | 20    |

 Latina 
 Minturno 

| Candidati e liste                             | Voti   | %      | Seggi |
| --------------------------------------------- | ------ | ------ | ----- |
| Vito Romano                                   | 4.165  | 33,89  | -     |
| Democrazia Cristiana                          | 2.772  | 23,35  | 8     |
| Partito Liberale Italiano                     | 998    | 8,41   | 3     |
| Severino Del Balzo                            | 4.487  | 36,51  | 1     |
| Partito Socialista Italiano                   | 2.685  | 22,62  | 3     |
| Partito Repubblicano Italiano                 | 2.571  | 21,66  | 3     |
| Francesco Sparagna                            | 1.968  | 16,01  | 1     |
| Partito Democratico della Sinistra            | 1.252  | 10,55  | -     |
| Francesco Valerio                             | 711    | 5,79   | 1     |
| Lista Civica                                  | 637    | 5,37   | -     |
| Livio Pentimalli                              | 635    | 5,17   | -     |
| Movimento Sociale Italiano - Destra Nazionale | 666    | 5,61   | -     |
| Paola Sotis                                   | 232    | 1,89   | -     |
| Lista Civica di Sinistra                      | 185    | 1,56   | -     |
| Luigi Russo                                   | 92     | 0,75   | -     |
| Lega Nord                                     | 104    | 0,88   | -     |
| Voti alle liste                               | 11.870 | 100,00 | 17    |
| Voti ai candidati sindaco                     | 12.290 | 100,00 | 20    |

 Terracina 

| Candidati e liste                                                 | Voti   | %      | Seggi |
| ----------------------------------------------------------------- | ------ | ------ | ----- |
| Vincenzo Silvino Recchia                                          | 9.548  | 36,60  | -     |
| Partito Democratico della Sinistra                                | 3.664  | 14,55  | 8     |
| Partito Socialista Italiano                                       | 1.626  | 6,46   | 3     |
| Rifondazione Comunista                                            | 1.134  | 4,50   | 2     |
| Partito Liberale Italiano-Partito Socialista Democratico Italiano | 856    | 3,40   | 1     |
| Odelio Mascia                                                     | 5.097  | 19,54  | 1     |
| Democrazia Cristiana                                              | 6.097  | 24,22  | 5     |
| Giuseppe Simonelli                                                | 2.063  | 7,61   | 1     |
| Movimento Sociale Italiano - Destra Nazionale                     | 1.953  | 7,76   | 1     |
| Giuliano Masci                                                    | 1.966  | 7,54   | 1     |
| Lista Civica                                                      | 2.050  | 8,14   | 1     |
| Claudio De Felice                                                 | 1.608  | 6,16   | 1     |
| Lista Civica                                                      | 1.820  | 7,23   | -     |
| Gabriele Panizzi                                                  | 1.599  | 6,13   | 1     |
| Lista Civica                                                      | 1.672  | 6,64   | -     |
| Silviano Masci                                                    | 1.453  | 5,57   | 1     |
| La Rete                                                           | 1.306  | 5,19   | 2     |
| Giuseppe Di Mauro                                                 | 951    | 3,65   | -     |
| Lista Civica                                                      | 940    | 3,73   | -     |
| Carmine Bennato                                                   | 862    | 3,30   | -     |
| Lega Nord                                                         | 850    | 3,56   | -     |
| Bruno Mastracco                                                   | 523    | 2,00   | -     |
| Lista Civica                                                      | 614    | 2,44   | -     |
| Stefano Antonio Masci                                             | 419    | 1,61   | 1     |
| Lista Civica                                                      | 592    | 2,35   | -     |
| Voti alle liste                                                   | 25.174 | 100,00 | 23    |
| Voti ai candidati sindaco                                         | 26.089 | 100,00 | 30    |

 Viterbo 
 Civita Castellana 

| Candidati e liste                                | Voti   | %       | Seggi |
| ------------------------------------------------ | ------ | ------- | ----- |
| Ermanno Santini                                  | 3.767  | 36,87   | -     |
| Partito Democratico della Sinistra               | 3.348  | 33,59   | 8     |
| Partito Repubblicano Italiano                    | 292    | 2,93    | -     |
| Mario Boschi                                     | 2.216  | 21,69   | 1     |
| Partecipazione e Cambiamento-Alleanza Civitonica | 2.173  | 21,80   | 3     |
| Massimo Giampieri                                | 1.354  | 13,25   | 1     |
| Movimento Sociale Italiano - Destra Nazionale    | 1.247  | 12,61   | 1     |
| Angelo Ubaldo Albani                             | 1.110  | 10,86   | 1     |
| Rifondazione Comunista                           | 1.121  | 11,25   | 2     |
| Vera Imbrò Ammannato                             | 974    | 9,53    | 1     |
| Civita Insieme                                   | 965    | 9,68    | 1     |
| Gianluca Cerri                                   | 449    | 4,39    | 1     |
| Federazione dei Verdi                            | 435    | 4,36    | -     |
| Angelo Pescitelli                                | 348    | 3,41    | -     |
| Partito Socialista Italiano                      | 376    | 3,77    | -     |
| Voti alle liste                                  | 9.967  | 100,000 | 15    |
| Voti ai candidati sindaco                        | 10.218 | 100,000 | 20    |

### Elezioni del novembre 1993

#### Roma

##### Roma
| Candidati e liste                                                                       | Voti      | %      | Seggi |
| --------------------------------------------------------------------------------------- | --------- | ------ | ----- |
| Francesco Rutelli                                                                       | 684.529   | 39,55  | -     |
| Partito Democratico della Sinistra                                                      | 233.924   | 18,17  | 18    |
| Federazione dei Verdi                                                                   | 136.753   | 10,62  | 10    |
| Alleanza per Roma                                                                       | 63.271    | 4,91   | 5     |
| Lista Pannella                                                                          | 45.082    | 3,50   | 3     |
| Gianfranco Fini                                                                         | 619.309   | 35,78  | 1     |
| Movimento Sociale Italiano - Destra Nazionale                                           | 399.594   | 31,04  | 13    |
| Insieme per Roma                                                                        | 30.684    | 2,38   | -     |
| Carmelo Caruso                                                                          | 197.801   | 11,43  | 1     |
| Democrazia Cristiana                                                                    | 154.552   | 12,00  | 5     |
| Unione di Centro                                                                        | 14.392    | 1,12   | -     |
| Partito Socialista Democratico Italiano                                                 | 11.333    | 0,88   | -     |
| Civiltà e Progresso                                                                     | 3.160     | 0,25   | -     |
| Renato Nicolini                                                                         | 143.364   | 8,28   | 1     |
| Rifondazione Comunista                                                                  | 90.461    | 7,03   | 2     |
| Liberare Roma                                                                           | 12.798    | 0,99   | -     |
| Vittorio Ripa di Meana                                                                  | 26.064    | 1,51   | 1     |
| Alleanza Laica e Riformista (Partito Repubblicano Italiano-Partito Socialista Italiano) | 30.818    | 2,39   | -     |
| Maria Ida Germontani                                                                    | 11.770    | 0,68   | -     |
| Lega Italia Federale                                                                    | 13.726    | 1,07   | -     |
| Antonio Pappalardo                                                                      | 9.527     | 0,55   | -     |
| Solidarietà e Democrazia                                                                | 9.557     | 0,74   | -     |
| Laura Scalabrini                                                                        | 9.164     | 0,63   | -     |
| Verdi Federalisti                                                                       | 10.531    | 0,82   | -     |
| Moana Pozzi                                                                             | 8.977     | 0,52   | -     |
| Partito dell'Amore                                                                      | 7.228     | 0,56   | -     |
| Giulio Savelli                                                                          | 4.198     | 0,24   | -     |
| Movimento Indipendente per Roma                                                         | 3.373     | 0,56   | -     |
| Federica Rossi Gasparrini                                                               | 4.075     | 0,24   | -     |
| Nuova Italia                                                                            | 4.685     | 0,36   | -     |
| Gabriella Carlizzi                                                                      | 3.998     | 0,23   | -     |
| Partito Cristiano Democratico                                                           | 3.409     | 0,26   | -     |
| Mirella Cece                                                                            | 2.002     | 0,12   | -     |
| Movimento Europeo Liberal Cristiano                                                     | 2.096     | 0,16   | -     |
| Rosario Caccamo                                                                         | 1.948     | 0,11   | -     |
| Movimento Popolare Uomo e Ambiente                                                      | 1.861     | 0,14   | -     |
| Carlo Olivieri                                                                          | 1.590     | 0,09   | -     |
| Alleanza Umanista                                                                       | 1.485     | 0,12   | -     |
| Pier Vittorio Fiorelli                                                                  | 1.519     | 0,09   | -     |
| Diritti e doveri                                                                        | 1.859     | 0,14   | -     |
| Rosanna Bartolomei                                                                      | 882       | 0,05   | -     |
| Democrazia corporativa libertà                                                          | 896       | 0,07   | -     |
| Voti alle liste                                                                         | 1.287.528 | 100,00 | 56    |
| Voti ai candidati sindaco                                                               | 1.730.717 | 100,00 | 60    |

##### Ariccia
| Candidati e liste                  | Voti   | %      | Seggi |
| ---------------------------------- | ------ | ------ | ----- |
| Emilio Cianfanelli                 | 3.569  | 31,32  | -     |
| Alleanza per Ariccia               | 1.734  | 16,79  | 8     |
| Rifondazione Comunista             | 936    | 9,06   | 4     |
| Federazione dei Verdi              | 195    | 1,89   | -     |
| Michele Serafini                   | 4.600  | 40,37  | 1     |
| Partito Socialista Italiano        | 1.939  | 18,78  | 3     |
| Partito Democratico della Sinistra | 1.863  | 18,04  | 2     |
| Partito Repubblicano Italiano      | 484    | 4,69   | -     |
| Verdi Federalisti                  | 96     | 0,93   | -     |
| Crispino Luglioni                  | 1.320  | 11,58  | 1     |
| Lista Civica Per Ariccia           | 1.147  | 11,11  | -     |
| Ignazio Vitelli                    | 1.276  | 11,20  | 1     |
| Democrazia Cristiana               | 1.327  | 12,85  | -     |
| Erulo Cesare Villani               | 631    | 5,54   | -     |
| Riscatto Ariccia                   | 605    | 5,86   | -     |
| Voti alle liste                    | 10.325 | 100,00 | 17    |
| Voti ai candidati sindaco          | 11.396 | 100,00 | 20    |

##### Ladispoli
| Candidati e liste                                        | Voti   | %      | Seggi |
| -------------------------------------------------------- | ------ | ------ | ----- |
| Maurizio Perilli                                         | 2.954  | 21,78  | -     |
| Movimento Sociale Italiano - Destra Nazionale            | 1.964  | 15,88  | 10    |
| L'Alternativa                                            | 389    | 3,15   | 2     |
| Crescenzo Paliotta                                       | 3.633  | 26,79  | 1     |
| Partito Democratico della Sinistra                       | 2.512  | 20,31  | 2     |
| Partito Repubblicano Italiano                            | 577    | 4,67   | -     |
| Siro Bargiacchi                                          | 2.937  | 21,66  | 1     |
| Democrazia Cristiana                                     | 1.613  | 13,04  | 1     |
| Il Castello                                              | 879    | 7,11   | 1     |
| Con Noi per Cambiare                                     | 815    | 6,59   | -     |
| Giulio Trani                                             | 1.580  | 11,65  | 1     |
| Nuova Ladispoli                                          | 779    | 6,30   | -     |
| Partito Socialista Italiano                              | 567    | 4,99   | -     |
| Partito Socialista Democratico Italiano                  | 136    | 1,10   | -     |
| Roberto Di Monte                                         | 891    | 6,57   | -     |
| Federazione dei Verdi                                    | 613    | 4,96   | -     |
| Nicolò Accardo                                           | 889    | 6,56   | 1     |
| Alleanza Democratica Popolare Progressista per Ladispoli | 856    | 6,92   | -     |
| Vienna Marchetti                                         | 396    | 2,92   | -     |
| Rifondazione Comunista                                   | 417    | 3,37   | -     |
| Raffaele Cavaliere                                       | 280    | 2,06   | -     |
| Lega Italia Federale                                     | 249    | 2,01   | -     |
| Voti alle liste                                          | 12.366 | 100,00 | 16    |
| Voti ai candidati sindaco                                | 13.560 | 100,00 | 20    |

##### Mentana
| Candidati e liste                             | Voti   | %      | Seggi |
| --------------------------------------------- | ------ | ------ | ----- |
| Luigi Cignoni                                 | 5.000  | 26,03  | -     |
| Partito Democratico della Sinistra            | 4.457  | 25,09  | 12    |
| Emilio Patriarca                              | 3.544  | 18,45  | 1     |
| Democrazia Cristiana                          | 1.914  | 10,77  | 2     |
| Partito Socialista Italiano                   | 1.396  | 7,86   | 2     |
| Associazione Uomo Ambiente                    | 340    | 1,91   | -     |
| Guido Tabanella                               | 3.103  | 16,16  | 1     |
| Movimento Sociale Italiano - Destra Nazionale | 2.532  | 14,25  | 2     |
| Adriana Scipioni                              | 2.214  | 11,53  | 1     |
| Alleanza per Mentana                          | 2.318  | 13,05  | 2     |
| Gino Gardi                                    | 1.847  | 9,62   | 1     |
| Popolari per Mentana                          | 1.778  | 10,01  | 4     |
| Felice Vollaro                                | 1.432  | 7,46   | 1     |
| Rifondazione Comunista                        | 513    | 2,89   | 1     |
| Federazione dei Verdi                         | 405    | 2,28   | -     |
| La Rete                                       | 325    | 1,83   | -     |
| Altiero Lodi                                  | 972    | 5,06   | -     |
| Movimento Popolare Progressista               | 909    | 5,12   | -     |
| Fabrizio Bertrand                             | 764    | 3,98   | -     |
| Costruire la Città Ricostruire la Democrazia  | 523    | 2,94   | -     |
| Mauro Saltari                                 | 330    | 1,72   | -     |
| Obiettivo                                     | 355    | 2,00   | -     |
| Voti alle liste                               | 17.765 | 100,00 | 25    |
| Voti ai candidati sindaco                     | 19.206 | 100,00 | 30    |

##### Tivoli
| Candidati e liste                             | Voti   | %      | Seggi |
| --------------------------------------------- | ------ | ------ | ----- |
| Alcibiade Boratto                             | 8.176  | 25,05  | -     |
| Partito Democratico della Sinistra            | 4.321  | 14,33  | 10    |
| Rifondazione Comunista                        | 1.603  | 5,32   | 3     |
| La Rete                                       | 748    | 2,48   | 1     |
| Ezio Fiorenzi                                 | 7.032  | 21,55  | 1     |
| Democrazia Cristiana                          | 5.518  | 18,30  | 3     |
| Unità Laica Progressista                      | 959    | 3,18   | -     |
| Livio Proietti                                | 3.522  | 10,79  | 1     |
| Movimento Sociale Italiano - Destra Nazionale | 2.393  | 7,94   | 1     |
| Aria Nuova                                    | 611    | 2,03   | -     |
| Piergiorgio Gallotti                          | 2.678  | 8,21   | 1     |
| Patto per Tivoli                              | 2.312  | 7,67   | -     |
| Teodoro Russo                                 | 2.589  | 7,93   | 1     |
| Partito Repubblicano Italiano                 | 2.660  | 8,82   | -     |
| Gino Molinari                                 | 2.478  | 7,59   | 1     |
| Insieme per Tivoli                            | 1.494  | 4,96   | 1     |
| Partecipare per Cambiare                      | 1.269  | 4,21   | -     |
| Alfredo La Chioma                             | 1.730  | 5,30   | 1     |
| Tivoli Unita                                  | 1.671  | 5,54   | -     |
| Giuseppe Di Tomassi                           | 1.188  | 3,64   | 1     |
| Federazione dei Verdi                         | 1.046  | 3,47   | 1     |
| Bruno Carlucci                                | 1.121  | 3,43   | 1     |
| Partito Socialista Italiano                   | 1.367  | 4,53   | -     |
| Giovanni Stefani                              | 1.054  | 3,23   | 1     |
| Alleanza Democratica per Tivoli               | 1.055  | 3,50   | 1     |
| Fausto Giordano                               | 649    | 1,99   | -     |
| Lista Civica A.E.G.V.                         | 592    | 1,96   | -     |
| Fabrizio Cacchioni                            | 420    | 1,29   | -     |
| Tivoli Trasparente                            | 529    | 1,75   | -     |
| Voti alle liste                               | 30.148 | 100,00 | 21    |
| Voti ai candidati sindaco                     | 32.637 | 100,00 | 30    |

#### Latina

##### Latina
| Candidati e liste                          | Voti   | %      | Seggi |
| ------------------------------------------ | ------ | ------ | ----- |
| Ajmone Finestra                            | 21.092 | 30,40  | -     |
| Insieme per la Città                       | 13.159 | 21,17  | 20    |
| Gente nuova                                | 3.129  | 5,03   | 4     |
| Domenico Di Resta                          | 18.069 | 26,04  | 1     |
| Partito Democratico della Sinistra         | 7.950  | 12,79  | 3     |
| Alleanza Riformista                        | 3.528  | 5,68   | 1     |
| Federazione dei Verdi-Alleanza Democratica | 2.259  | 3,63   | 1     |
| Gruppo Progressista                        | 892    | 1,43   | -     |
| Francesco Davoli                           | 12.444 | 17,93  | 1     |
| Avvenire Democratico                       | 12.239 | 19,69  | 4     |
| Michele Pierro                             | 11.896 | 17,14  | 1     |
| Democrazia Cristiana                       | 10.275 | 16,53  | 4     |
| Unione                                     | 1.806  | 2,91   | -     |
| Vincenzo Bianchi                           | 1.614  | 2,33   | -     |
| Latina Città Nuova                         | 2.282  | 3,67   | -     |
| Luciano Paparetti                          | 1.038  | 1,50   | -     |
| Rifondazione Comunista                     | 1.151  | 1,85   | -     |
| Attilio Mallus                             | 938    | 1,44   | -     |
| Lega Italia Federale                       | 897    | 1,44   | -     |
| Maurizio Longo                             | 836    | 1,20   | -     |
| Città per Tutti                            | 882    | 1,42   | -     |
| Salvatore Canzoniero                       | 809    | 1,17   | -     |
| Partito Repubblicano Italiano              | 788    | 1,27   | -     |
| Giuseppe Tassone                           | 650    | 0,94   | -     |
| La Rete                                    | 929    | 1,49   | -     |
| Voti alle liste                            | 62.166 | 100,00 | 37    |
| Voti ai candidati sindaco                  | 69.386 | 100,00 | 40    |

##### Formia
| Candidati e liste                     | Voti   | %      | Seggi |
| ------------------------------------- | ------ | ------ | ----- |
| Sandro Bartolomeo                     | 9.628  | 42,87  | -     |
| Progetto per Formia                   | 8.893  | 41,01  | 18    |
| Francesco Rubino                      | 5.359  | 23,86  | 1     |
| Democrazia Cristiana                  | 6.004  | 27,68  | 6     |
| Domenico Paone                        | 3.862  | 17,20  | 1     |
| Lista Civica                          | 1.916  | 8,83   | 1     |
| Alleanza Democratica                  | 1.299  | 5,99   | 1     |
| Giovanni Carpinelli                   | 1.917  | 8,54   | 1     |
| Movimento per Formia-Destra Nazionale | 1.828  | 8,43   | 1     |
| Valeriano Pasquale Di Biase           | 776    | 3,46   | -     |
| Rifondazione Comunista                | 777    | 3,58   | -     |
| Silvestro Giovanni Costa              | 525    | 2,34   | -     |
| Post Fata Resurgo Formia              | 517    | 2,38   | -     |
| Luigi Leccese                         | 393    | 1,75   | -     |
| Arca dell'Alleanza                    | 453    | 2,09   | -     |
| Voti alle liste                       | 21.687 | 100,00 | 27    |
| Voti ai candidati sindaco             | 22.460 | 100,00 | 30    |